# Lijst van voetbalinterlands Duitse Democratische Republiek - Noorwegen
Deze lijst van voetbalinterlands is een overzicht van alle officiële voetbalwedstrijden tussen de nationale teams van Duitse Democratische Republiek en Noorwegen. De landen hebben zeven keer tegen elkaar gespeeld. De eerste ontmoeting was een vriendschappelijke wedstrijd in Oslo op 13 augustus 1958. Het laatste duel, een kwalificatiewedstrijd voor het Europees kampioenschap voetbal 1988, vond plaats op 28 oktober 1987 in Maagdenburg.

## Wedstrijden
| № | Plaats      | Datum             | Competitie           | Wedstrijd                                  | Uitslag |
| - | ----------- | ----------------- | -------------------- | ------------------------------------------ | ------- |
| 1 | Oslo        | 13 augustus 1958  | Vriendschappelijk    | Noorwegen − Duitse Democratische Republiek | 6 − 5   |
| 2 | Leipzig     | 2 november 1958   | Vriendschappelijk    | Duitse Democratische Republiek − Noorwegen | 4 − 1   |
| 3 | Rostock     | 23 mei 1974       | Vriendschappelijk    | Duitse Democratische Republiek − Noorwegen | 1 − 0   |
| 4 | Frankfurt/O | 17 april 1985     | Vriendschappelijk    | Duitse Democratische Republiek − Noorwegen | 1 − 0   |
| 5 | Oslo        | 14 augustus 1985  | Vriendschappelijk    | Noorwegen − Duitse Democratische Republiek | 0 − 1   |
| 6 | Oslo        | 24 september 1986 | EK 1988 kwalificatie | Noorwegen − Duitse Democratische Republiek | 0 − 0   |
| 7 | Maagdenburg | 28 oktober 1987   | EK 1988 kwalificatie | Duitse Democratische Republiek − Noorwegen | 3 − 1   |

## Samenvatting
| Competitie        | Totaal gespeeld | Winst DDR | Gelijk | Winst Noorwegen | Doelsaldo DDR – Noorwegen |
| ----------------- | --------------- | --------- | ------ | --------------- | ------------------------- |
| EK-kwalificatie   | 2               | 1         | 1      | 0               | 3 − 1                     |
| Vriendschappelijk | 5               | 4         | 0      | 1               | 12 − 7                    |
| Totaal            | 7               | 5         | 1      | 1               | 15 − 8                    |

Wedstrijden bepaald door strafschoppen worden, in lijn met de FIFA, als een gelijkspel gerekend.

## Details

### Eerste ontmoeting
| Vriendschappelijk (Oslo, Noorwegen, 13 augustus 1958):                                                     |       |                                                                                              |
| Noorwegen                                                                                                  | 6 – 5 | Duitse Democratische Republiek                                                               |
| Harald Hennum 9' Arne Pedersen 14' Harald Hennum 24' Harald Hennum 34' Harald Hennum 47' Arne Pedersen 80' | goals | 6' Günter Schröter 36' Günter Schröter 44' Günter Schröter 81' Günther Wirth 85' Horst Assmy |
| - Debuut van Jan Ørke (Viking IL) en Roald Muggerud (Ski og FK Lyn) voor Noorwegen.                        |       |                                                                                              |

### Tweede ontmoeting
| Vriendschappelijk (Leipzig, Duitse Democratische Republiek, 2 november 1958): |       |                   |
| Duitse Democratische Republiek                                                | 4 – 1 | Noorwegen         |
| Horst Assmy 4' Helmut Müller 12' Günter Schröter 56' Helmut Müller 65'        | goals | 42' Harald Hennum |

### Derde ontmoeting
| Vriendschappelijk (Rostock, Duitse Democratische Republiek, 23 mei 1974): |              | |
| Duitse Democratische Republiek | 1 – 0        | Noorwegen |
| Jürgen Sparwasser 77' | goals        | |
| Georg Buschner | bondscoach   | George Curtis |
| Jürgen Croy Bernd Bransch Gerd Kische Konrad Weise Lothar Kurbjuweit 46' Harald Irmscher Reinhard Lauck Hans-Jürgen Kreische 46' Wolfram Löwe Peter Ducke 72' Joachim Streich | opstellingen | Geir Karlsen Øystein Wormdal Jan Birkelund Tore Kordahl Svein Grøndalen Harald Berg Tor Johansen Svein Kvia Helge Skuseth Tom Lund Harry Hestad |
| Siegmar Wätzlich 46' Martin Hoffmann 46' Jürgen Sparwasser 72' | wissels      | |

### Vierde ontmoeting
| Vriendschappelijk (Frankfurt (Oder), Duitse Democratische Republiek, 17 april 1985): |       |           |
| Duitse Democratische Republiek                                                       | 1 – 0 | Noorwegen |
| Andreas Krause 50'                                                                   | goals |           |

### Vijfde ontmoeting
| Vriendschappelijk (Oslo, Noorwegen, 14 augustus 1985): |       |                                |
| Noorwegen                                              | 0 – 1 | Duitse Democratische Republiek |
|                                                        | goals | 17' Ulf Kirsten                |

### Zesde ontmoeting
| EK 1988 kwalificatie (Oslo, Noorwegen, 24 september 1986): |       |                                |
| Noorwegen                                                  | 0 – 0 | Duitse Democratische Republiek |
|                                                            | goals |                                |

### Zevende ontmoeting
| EK 1988 kwalificatie (Maagdenburg, Duitse Democratische Republiek, 28 oktober 1987): |       |                            |
| Duitse Democratische Republiek                                                       | 3 – 1 | Noorwegen                  |
| Ulf Kirsten 14' Andreas Thom 34' Ulf Kirsten 54'                                     | goals | 32' Jan Kristian Fjærestad |

DFV · Kwalificatiewedstrijden · A-internationals · Bondscoaches · Statistieken · DDR vrouwenelftal · DDR U21 · DDR U20 ·  DDR U18 · DDR U16
1952 – 1959 · 
1960 – 1969 · 
1970 – 1979 · 
1980 – 1990
WK 1974
OS 1964 · 
OS 1972 · 
OS 1976 · 
OS 1980
1952 · 
1953 · 
1954 · 
1955 · 
1956 · 
1957 · 
1958 · 
1959 ·
1960 · 
1961 · 
1962 · 
1963 · 
1964 · 
1965 · 
1966 · 
1967 · 
1968 · 
1969 ·
1970 · 
1971 · 
1972 · 
1973 · 
1974 · 
1975 · 
1976 · 
1977 · 
1978 · 
1979 ·
1980 · 
1981 · 
1982 · 
1983 · 
1984 · 
1985 · 
1986 · 
1987 · 
1988 · 
1989 · 
1990
Albanië ·
Algerije ·
Argentinië ·
Australië ·
België ·
Bolivia ·
Brazilië ·
Bulgarije ·
Canada ·
Chili ·
Colombia ·
Cuba ·
Denemarken ·
Duitsland ·
Ecuador ·
Egypte ·
Engeland ·
Finland ·
Frankrijk ·
Ghana ·
Griekenland ·
Guinee ·
Hongarije ·
IJsland ·
Indonesië ·
Irak ·
Italië ·
Joegoslavië ·
Koeweit ·
Luxemburg ·
Mali ·
Malta ·
Marokko ·
Mexico ·
Myanmar ·
Nederland ·
Noorwegen ·
Oostenrijk ·
Polen ·
Portugal ·
Roemenië ·
Schotland ·
Sovjet-Unie ·
Spanje ·
Sri Lanka ·
Tsjecho-Slowakije ·
Tunesië ·
Turkije ·
Uruguay ·
Verenigde Staten ·
Wales ·
Zweden ·
Zwitserland
NFF · A-internationals · Selecties · Bondscoaches · Noors vrouwenelftal · Olympisch elftal · Noorwegen U21 · Noorwegen U20 · Noorwegen U19 · Noorwegen U18 · Noorwegen U17 · Noorwegen U16 · Vrouwen U17
1908 – 1919 ·
1920 – 1929 ·
1930 – 1939 ·
1940 – 1949 ·
1950 – 1959 ·
1960 – 1969 ·
1970 – 1979 ·
1980 – 1989 ·
1990 – 1999 ·
2000 – 2009 ·
2010 – 2019 ·
2020 − 2029
EK 2000
WK 1938 ·
WK 1994 ·
WK 1998
OS 1912 · 
OS 1920 · 
OS 1936 · 
OS 1952 · 
OS 1984
1908 ·
1909 ·
1910 ·
1911 ·
1912 · 
1913 · 
1914 · 
1915 · 
1916 · 
1917 · 
1918 · 
1919 · 
1920 · 
1921 · 
1922 · 
1923 · 
1924 · 
1925 · 
1926 · 
1927 · 
1928 · 
1929 · 
1930 · 
1931 · 
1932 · 
1933 · 
1934 · 
1935 · 
1936 · 
1937 · 
1938 · 
1939 · 
1940 – 1944 · 
1945 · 
1946 · 
1947 · 
1948 · 
1949 · 
1950 · 
1952 · 
1952 · 
1953 · 
1954 · 
1955 · 
1956 · 
1957 · 
1958 · 
1959 · 
1960 · 
1961 · 
1962 · 
1963 · 
1964 · 
1965 · 
1966 · 
1967 · 
1968 · 
1969 · 
1970 · 
1971 · 
1972 · 
1973 · 
1974 · 
1975 · 
1976 · 
1977 · 
1978 · 
1979 · 
1980 · 
1981 · 
1982 · 
1983 · 
1984 · 
1985 · 
1986 · 
1987 · 
1988 · 
1989 · 
1990 ·
1991 · 
1992 · 
1993 · 
1994 · 
1995 · 
1996 · 
1997 · 
1998 · 
1999 · 
2000 · 
2001 · 
2002 · 
2003 · 
2004 · 
2005 · 
2006 · 
2007 · 
2008 · 
2009 · 
2010 · 
2011 · 
2012 · 
2013 · 
2014 · 
2015 · 
2016 · 
2017 · 
2018 ·
2019 ·
2020 ·
2021 ·
2022 ·
2023 ·
2024
Albanië ·
Argentinië ·
Armenië ·
Australië ·
Azerbeidzjan ·
Bahrein ·
België ·
Bermuda ·
Bosnië en Herzegovina ·
Brazilië ·
Bulgarije ·
China ·
Colombia ·
Costa Rica ·
Cyprus ·
Denemarken ·
DDR ·
Duitsland ·
Egypte ·
Engeland ·
Estland ·
Faeröer ·
Finland ·
Frankrijk ·
Georgië ·
Ghana ·
Gibraltar ·
Grenada ·
Griekenland ·
Guatemala ·
Honduras ·
Hongarije ·
Hongkong ·
Ierland ·
IJsland ·
Israël ·
Italië ·
Jamaica ·
Japan ·
Joegoslavië ·
Jordanië ·
Kameroen ·
Kazachstan ·
Koeweit ·
Kosovo ·
Kroatië ·
Letland ·
Litouwen ·
Luxemburg ·
Malta ·
Marokko ·
Mexico ·
Moldavië ·
Montenegro ·
Nederland ·
Nieuw-Zeeland ·
Nigeria ·
Noord-Ierland ·
Noord-Korea ·
Noord-Macedonië ·
Oekraïne ·
Oman ·
Oostenrijk ·
Panama ·
Paraguay ·
Polen ·
Portugal ·
Qatar ·
Roemenië ·
Rusland ·
Saarland ·
San Marino ·
Saoedi-Arabië ·
Schotland ·
Senegal ·
Servië ·
Servië en Montenegro ·
Singapore ·
Slovenië ·
Slowakije ·
Sovjet-Unie ·
Spanje ·
Thailand ·
Trinidad en Tobago ·
Tsjechië ·
Tsjecho-Slowakije ·
Tunesië ·
Turkije ·
Uruguay ·
Verenigde Arabische Emiraten ·
Verenigde Staten ·
Verenigd Koninkrijk ·
Wales ·
Wit-Rusland ·
Zuid-Afrika ·
Zuid-Korea ·
Zweden ·
Zwitserland